# 辛亥革命博物馆
辛亥革命博物馆是位于中華人民共和國湖北省武汉市的一座国有专题性博物馆，为纪念辛亥革命百年而建。该馆位于武昌区首义广场之南，建筑面积22,142平方米，用地50,000平方米。

## 历史
2011年由华南理工大学建筑设计研究院设计，主建筑师孙一民。外墙为“楚国红”色，几何造型寓意“历史的峡谷”、“革命的闪电”。

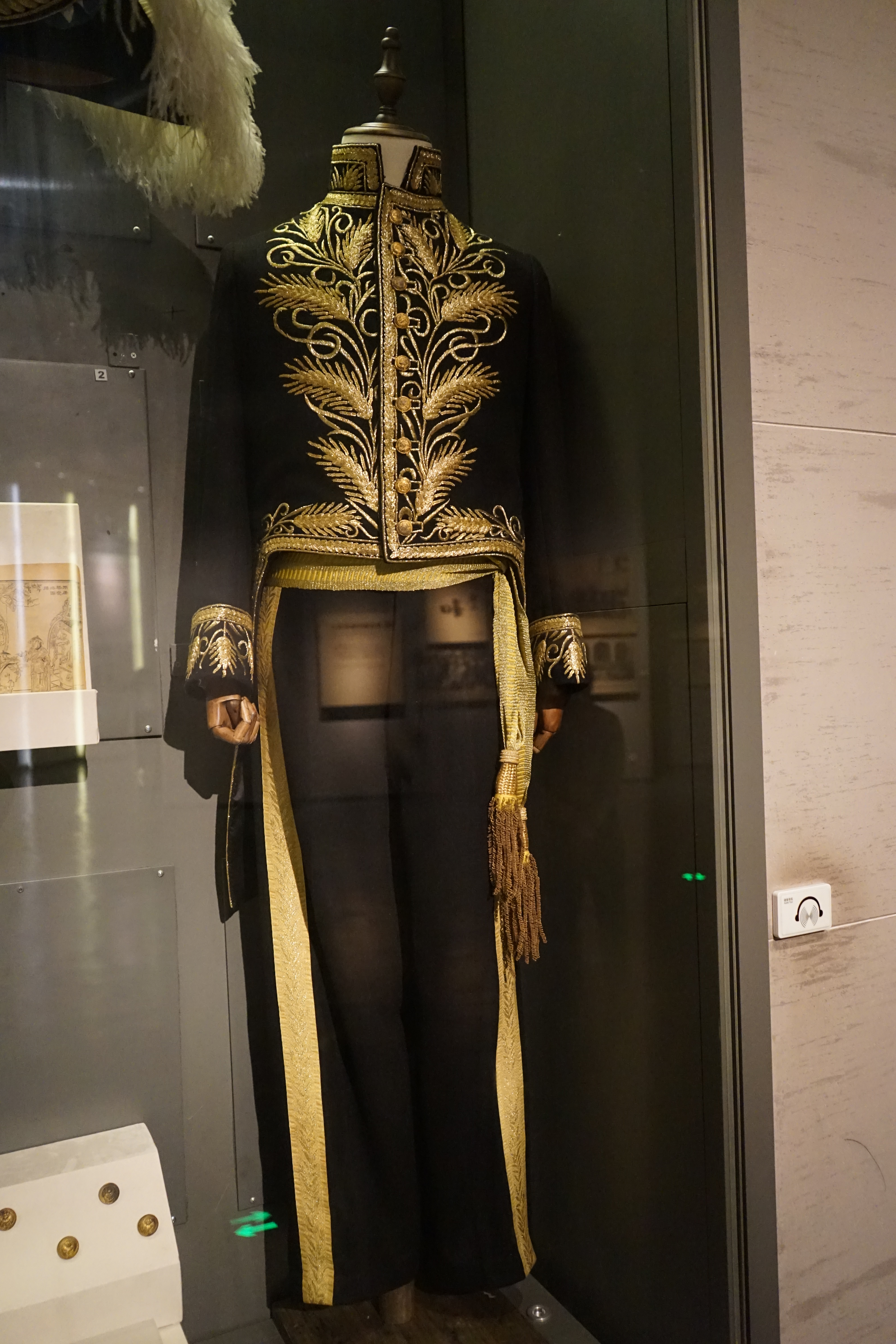
魏宸组外交公使礼服

该馆有地下一层、地上三层，内设1个序厅、5个基本陈列厅。基本陈列为《共和之基——辛亥革命历史陈列》。展出400多件文物、复原场景及历史照片。第一展厅位于一楼，展示晚清社会矛盾、救亡探索，孙中山倡议革命以及群众运动。第二展厅位于二楼，介绍展出各地革命团体及同盟会的发端，武昌起义和保路运动。第三展厅位于三楼，介绍武昌起义：酝酿阶段、宝山里失事、第一枪、占领武昌城。第四展厅也位于三楼，介绍武昌首义中的鄂军都督府、阳夏保卫战，以及后续各省的响应及共和的创立。第五展厅则位于二楼，介绍相关纪念和今日的武汉。